# Alina Čaraeva
Alina Alekseevna Čaraeva (en ruso: Алина Алексеевна Чараева; Samara, 27 de mayo de 2002) es una tenista rusa.
Hizo su debut en el WTA Tour en la Copa Kremlin de 2019, después de haber recibido una wildcard para el cuadro principal de dobles, junto con Sofya Lansere.